# Хилдеберт III
Хилдеберт III Справедливи (на немски: Childebert III; на френски: le Juste); * 678/679; † 711 преди 2 март) е крал на франките от Меровингите от 695 г. до смъртта си в Неустрия, Бургундия и Австразия.

## Живот
Син е на франкския крал Теодорих III и Хродехилда (660 – сл. 5 юни 692). Брат е на Хлодвиг IV (III) (* 677; † края на 694).
През 695 г. той наследява брат си Хлодвиг IV на трона. Всъщност управлява, както и при брат му могъщият майордом и princeps francorum Пипин Ерсталски (Пипин Средни).
Хрониката Liber Historiae Francorum от 727 г. го споменава като vir inclytus („прочут мъж“) и bonae memoriae gloriosus dom(i)nus Childebertus rex iustus (победителен и справедлив крал). ").
За разлика от другите меровингски крале той е погребан по неизвестни причини в Шоази о Бак до Компиен, а не в меровингската гробница в базиликата Сен Дени.
Женен и за жена с неизвестно име и е баща на Дагоберт III и вероятно на Хлотар IV.